# Gonzalo Valenzuela
Gonzalo Valenzuela Hölzel (Las Condes, Santiago, 26 de enero de 1978) es un actor y modelo publicitario chileno. Debutó como actor en el canal Televisión Nacional de Chile con una participación especial para después emigrar a Canal 13, donde desarrolló la mayor parte de su carrera televisiva. También ha actuado en Argentina. Es socio y fundador, junto con el actor Benjamín Vicuña, del Centro Cultural Mori en Santiago de Chile.

## Biografía
Gonzalo Valenzuela nació el 26 de enero de 1978 en Santiago. Tiene tres hermanos y una hermana, Luz Francisca Valenzuela, que en 1996 fue elegida Miss Mundo Chile. Estudió en el Colegio Mayflower de Las Condes para luego estudiar comunicación audiovisual y teatro en la Escuela de Fernando González.

## Carrera
Su debut mediático llegó con la obra Sinvergüenzas, dirigida por la actriz chilena Liliana Ross, en la que personificó a "El Manguera", personaje con el que se dio a conocer en 2000. Debido a su éxito en dicha obra, fue contactado por Canal 13 para participar en la telenovela Piel canela; sin embargo, esta producción marcaría el punto más crítico de una serie de fracasos del área dramática de la cadena. 
Recién en 2003, Canal 13 se aventuró a una nueva obra dramática, Machos. Gonzalo Valenzuela adquirió uno de los papeles protagónicos de la novela como Adán Mercader, uno de los hijos de un hombre machista y manipulador que tenía traumas sexuales. Tras el gran éxito de la telenovela, en 2004 participó en Hippie, pero ésta no tuvo los resultados esperados. 
Durante la misma fecha, montó la obra Splendid's junto a varios amigos como Benjamín Vicuña y Diego Muñoz, siendo dirigido por Felipe Hurtado. En Argentina, Valenzuela participó en algunas obras televisivas como Doble vida y El tiempo no para. 
De regreso a Chile, junto a Vicuña y otros profesionales dio vida al Centro Mori, un centro recreativo y espacio cultural dedicado especialmente a las artes. En cine protagonizó En la cama junto a Blanca Lewin, siendo aclamado por la crítica. Tras varios años alejado del protagonismo televisivo, se reintegró a fines de 2006 al elenco de la adaptación chilena de Montecristo para luego, a mediados de 2007, volver a Canal 13 y protagonizar Lola compartiendo nuevamente roles con Lewin. 
Valenzuela se incorporó a algunas telenovelas argentinas como Botineras y Un año para recordar. El 15 de diciembre de 2012, Valenzuela debutó como boxeador amateur y venció por puntos a Gonzalo Bevacqua.
En 2013, regresa a Chile, donde además firmó contrato por dos años con TVN. En ese periodo, fue protagonista de la serie nocturna No abras la puerta, interpretando a un sicópata narcisista llamado Juan Pablo Olavarría, en donde también participó la actriz Luz Valdivieso, siendo su expareja en la serie. 
Durante 2015, cambió de estación televisiva a Mega, donde interpretó el rol de Bruno Montt en la telenovela vespertina Papá a la deriva; compartiendo roles con María Gracia Omegna, Francisca Imboden, Claudio Arredondo, Simón Pesutic, Ignacio Achurra, entre otros destacados actores chilenos. La telenovela fue estrenada con gran éxito el 25 de mayo de ese año, en donde lideró en sintonía durante su horario de emisión, imponiéndose a su competencia de TVN, Matriarcas. En 2016 participó de la teleserie Ámbar donde Valenzuela fue el protagonista interpretando a Dany, chofer del furgón escolar que transporta a Ámbar. En 2018 participa de Si yo fuera rico interpretando a Miguel "Micky" Zunino.

## Vida personal
Entre 2005 y 2014 estuvo en pareja con la actriz y presentadora argentina Juana Viale,  a quien conoció en la telenovela Doble vida. Tuvieron dos hijos, Silvestre, nacido en 2008 en Santiago de Chile, y Alí, nacido en 2012. Un hijo de la pareja, Ringo, falleció poco antes de nacer debido a complicaciones que fueron agravadas por la mala praxis de una partera.
Entre 2015 y 2021 estuvo en pareja con la actriz chilena María Gracia Omegna. Tuvieron una hija, Anka, nacida en 2019.
Entre 2021 y 2022 mantuvo una relación con la exactriz y diputada chilena Maite Orsini.
Desde el 2023 está casado con la modelo y conductora de televisión Kika Silva.

## Filmografía

### Cine
| Año  | Película                     | Personaje         | Director              | País                                    | Notas             |
| ---- | ---------------------------- | ----------------- | --------------------- | --------------------------------------- | ----------------- |
| 2002 | Fragmentos urbanos           | Clemente          | Claudia Menéndez      | Bandera de Chile                        |                   |
| 2003 | Hong Kong                    | Juan              |                       | Bandera de Chile                        |                   |
| 2003 | XS, la peor talla            | "Máquina" Miranda | Jorge López Sotomayor | Bandera de Chile                        |                   |
| 2006 | En la cama                   | Bruno             | Matías Bize           | Bandera de Chile                        | Nominado– Altazor |
| 2007 | Normal con alas              | Bautista González | Coca Gómez            | Bandera de Chile                        |                   |
| 2009 | Perfidia                     | Gus               | Rodrigo Bellot        | Bandera de Bolivia · Bandera de Chile   |                   |
| 2009 | Olvídame                     |                   | Aldo Paparella        | Bandera de Argentina                    |                   |
| 2009 | Nunca estuviste tan adorable |                   | Mausi Martínez        | Bandera de Argentina                    |                   |
| 2012 | Sal                          | Héctor            | Diego Rougier         | Bandera de Chile                        |                   |
| 2013 | Todos contentos              | Javi              | Eduardo Milewicz      | Bandera de Argentina                    |                   |
| 2013 | El amor a veces              |                   | Eduardo Milewicz      | Bandera de Argentina                    |                   |
| 2015 | El club                      | Gonzalo           | Pablo Larraín         | Bandera de Chile                        |                   |
| 2016 | Artax                        | Leonardo          | Diego Corsini         | Bandera de Argentina                    |                   |
| 2021 | La panelista                 | El Flaco          | Maximiliano Gutiérrez | Bandera de Argentina · Bandera de Chile |                   |

### Telenovelas
| Año  | Título               | Papel                 | Ref.                        |
| ---- | -------------------- | --------------------- | --------------------------- |
| 2000 | Romané               | Mesero                |                             |
| 2001 | Piel canela          | Bruno Montenegro      | Elenco principal            |
| 2003 | Machos               | Adán Mercader         | Elenco principal            |
| 2004 | Hippie               | Cristóbal Plaza       | Elenco principal            |
| 2005 | Doble vida           | Álex Casanova         | Elenco principal            |
| 2006 | El tiempo no para    | Ignacio Ferrari       | Elenco principal            |
| 2006 | Montecristo          | Santiago Díaz-Herrera | Protagonista; 150 episodios |
| 2007 | Lola                 | Diego Martínez        | Protagonista; 115 episodios |
| 2008 | Mala conducta        | Nataniel Bello        | ¿? episodios                |
| 2009 | Botineras            | Nino Paredes          | Elenco principal            |
| 2010 | Un año para recordar | Mariano Ocampo        | Elenco principal            |
| 2011 | Soltera otra vez     | Santiago Schmidt      | 2 episodios                 |
| 2012 | Sos mí hombre        | Alejo Correa          | Elenco principal            |
| 2013 | Socias               | Álvaro Cárdenas       | Protagonista; 107 episodios |
| 2014 | No abras la puerta   | Juan Pablo Olavarría  | Protagonista; 73 episodios  |
| 2015 | Papá a la deriva     | Bruno Montt           | Protagonista; 183 episodios |
| 2016 | Ámbar                | Daniel Marambio       | Protagonista; 158 episodios |
| 2017 | Las Estrellas        | Manuel Eizaguirre     | Elenco principal            |
| 2018 | Si yo fuera rico     | Miguel Zunino         | Protagonista; 163 episodios |
| 2019 | Yo soy Lorenzo       | Felipe Montreal       | 15 episodios                |
| 2021 | Demente              | Emiliano Bentancourt  | Elenco principal            |
| 2023 | Como la vida misma   | Nicolás Bulnes        | ¿? episodios                |

### Series y unitarios
| Año  | Título                      | Papel            | Ref.                               |
| ---- | --------------------------- | ---------------- | ---------------------------------- |
| 2005 | Numeral 15                  | Andrés           | Episodio: La última llamada        |
| 2008 | Huaquimán y Tolosa 2        | Vicente Andrade  | Elenco principal                   |
| 2011 | Karma                       | Raúl             | Episodio: La rutina en el sexo     |
| 2011 | Maltratadas                 | Joaquín          | Episodio: Cuestión de poder        |
| 2011 | Historias de la primera vez | Rodrigo          | Episodio: La primera vez que lloré |
| 2020 | Historias de cuarentena     | Felipe Ruiz      | Elenco principal                   |
| 2022 | Planners                    | Marcos Gutiérrez | Protagonista; 13 episodios         |

### Programas de televisión
- Humanos en el camino (Chilevisión, 2008) - Conducción[10]
- Karma (Chilevisión, 2010) - Productor[11]
- Mi nombre es… (TVN, 2024) - Juez

## Teatro
| Año       | Título         | Personaje     | Director       | Teatro              | Elenco                                                                             |
| --------- | -------------- | ------------- | -------------- | ------------------- | ---------------------------------------------------------------------------------- |
| 1999      | Miss Patria    |               | Moira Miller   |                     |                                                                                    |
| 2000-2001 | Sinvergüenzas  | "El Manguera" | Liliana Ross   |                     |                                                                                    |
| 2002      | Eduardo II     | Lancaster     | Jorge López    | Centro Cultural 602 |                                                                                    |
| 2004      | Splendid's     | Ritton        | Felipe Hurtado | Matucana 100        | Diego Muñoz, Benjamín Vicuña, Nicolás Saavedra, Marcial Tagle y Álvaro Espinoza.   |
| 2011      | La celebración | Mikel         | Luis Romero    | Lola Membrives      | Benjamin Vicuña, Juana Viale, Osvaldo Santoro, Antonella Costa y Beatriz Spelzini. |

## Publicidad
- Campaña gráfica 2009: Basement for him/Basement for her por Falabella (con Juana Viale).
- Campaña gráfica 2010: Colección Primavera/Verano 2010-11 por Airborn.
- Campaña gráfica 2011: Colección Otoño/Invierno 2011 por Airborn.
- Campaña gráfica 2011: Colección Primavera/Verano 2011-12 por Airborn.
- Campaña gráfica 2012: Colección Otoño/Invierno 2012 por Airborn.
- Campaña gráfica 2012: Colección Primavera/Verano 2012-13 por Airborn.